# 1187 Афра
1187 Афра (1187 Afra) — астероїд головного поясу, відкритий 6 грудня 1929 року.
Тіссеранів параметр щодо Юпітера — 3,336.